# بازده پایدار در ماهیگیری
بازده پایدار یک سرمایه طبیعی، بازدهی بوم‌شناختی است که می‌تواند بدون کاهش پایه سرمایهٔ آن استخراج شود، یعنی مازاد مورد نیاز برای حفظ خدمات بوم‌سازگان در سطح یکسان یا افزایشی در طول زمان. این بازده معمولاً در طول زمان با نیازهای اکوسیستم برای حفظ خود تغییر می‌کند، به عنوان مثال جنگلی که اخیراً دچار آتشک یا سیل یا آتش‌سوزی شده‌است، برای حفظ و ایجاد مجدد یک جنگل بالغ به بازدهی بوم‌شناختی بیشتری نیاز دارد. در حالی که با انجام این کار، بازده پایدار ممکن است بسیار کمتر باشد.